# North Branch (Minnesota)
North Branch is een plaats (city) in de Amerikaanse staat Minnesota, en valt bestuurlijk gezien onder Chisago County.

## Demografie
Bij de volkstelling in 2000 werd het aantal inwoners vastgesteld op 8023.

## Geografie
Volgens het United States Census Bureau beslaat de plaats een oppervlakte van
93,3 km², waarvan 92,4 km² land en 0,9 km² water.

## Plaatsen in de nabije omgeving
De onderstaande figuur toont nabijgelegen plaatsen in een straal van 20 km rond North Branch.